# Mode Gakuen Cocoon Tower

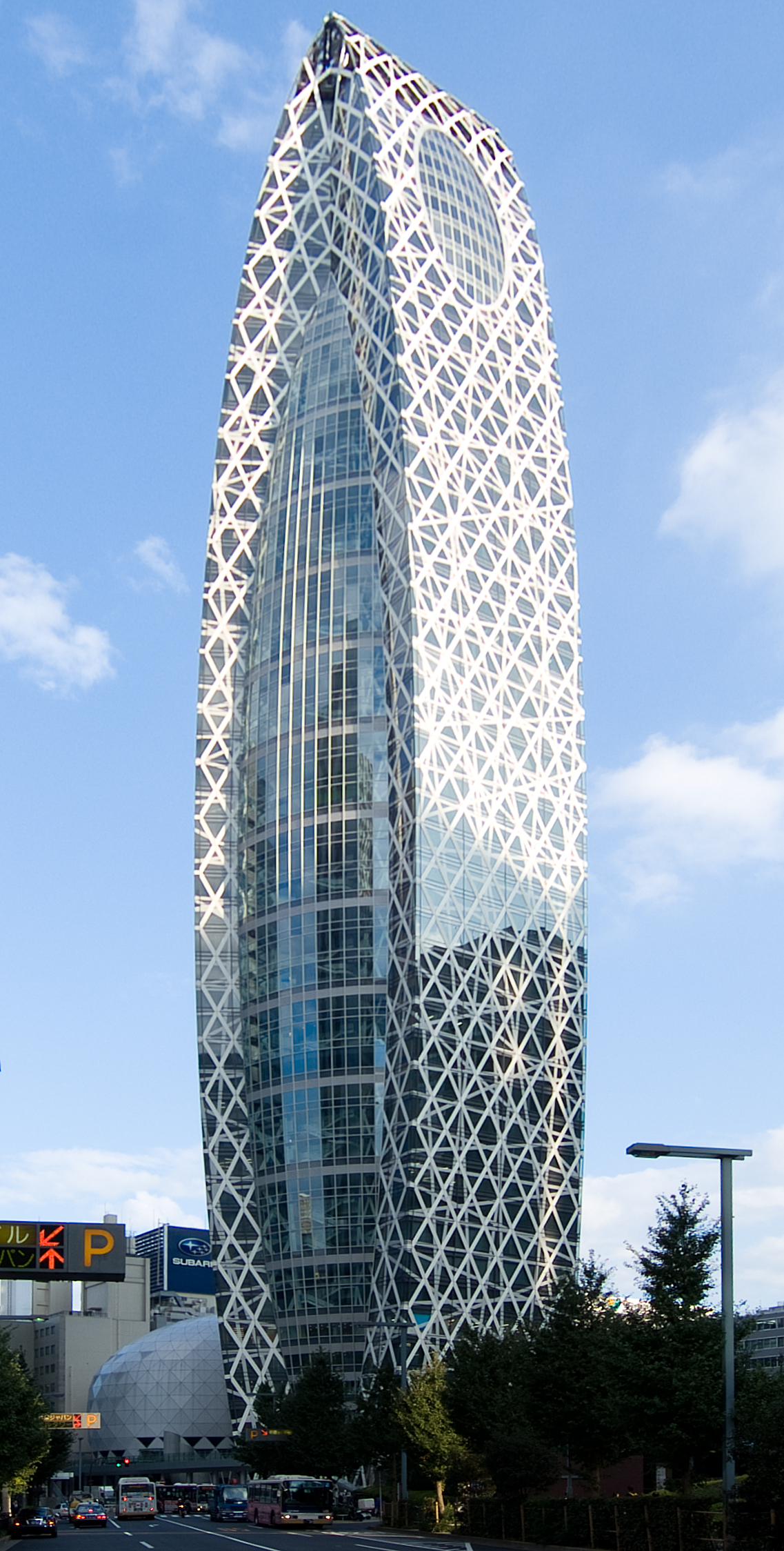
Mode Gakuen Cocoon Tower

Mode Gakuen Cocoon Tower (モード学園コクーンタワー Mōdo gakuen kokūn tawā?) este o clădire cu 50 de etaje, având scop de unitate de învățământ, amplasată în cartierul [Nishi-Shinjuku] de la Shinjuku, Tokyo, Japonia. Are o înălțime de 204 de metri.